# Chevy Chase
Cornelius Crane Chase, detto Chevy (New York, 8 ottobre 1943), è un attore, comico, cabarettista, sceneggiatore, conduttore televisivo e produttore televisivo statunitense.
Divenne noto in patria negli anni '80 grazie a numerosi film comici divenuti cult, come Palla da golf e la serie di film National Lampoon's Vacation, oltre che Fletch - Un colpo da prima pagina e il suo seguito Fletch - Cronista d'assalto, Spie come noi, I tre amigos!, Avventure di un uomo invisibile.
Dal 2009 al 2013 ha fatto parte del cast della serie tv Community.

## Biografia

### Origini
Nasce a Manhattan da Edward Tinsley Chase, book editor e giornalista, e da Cathalene Parker Browning, una pianista di discreto successo. Chase, da sempre clownesco, viene espulso da diverse scuole private di New York. Riesce comunque a diplomarsi nel 1967 alla scuola d'arte, in inglese. Invece d'iscriversi a medicina, come avrebbe voluto la famiglia, inizia a suonare la batteria in una jazz band formata con alcuni compagni delle superiori. Vive per un po' di piccoli lavoretti, quali tassista, cameriere, commesso in un negozio di liquori e usciere.

### Carriera artistica

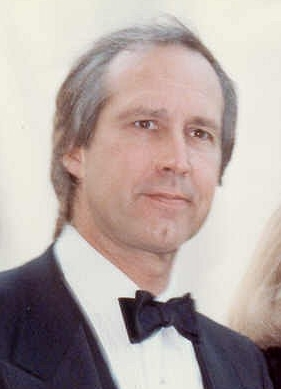
Chevy Chase nel 1990

Chase inizia a farsi conoscere artisticamente nel 1975 grazie al Saturday Night Live, al quale partecipa sin dalla prima edizione. Nello show riesce a sviluppare un suo repertorio comico e a farsi apprezzare dal grande pubblico. Sempre nel 1975 il New York Magazine lo elegge il "più divertente uomo d'America" e lo indica come "potenziale successore di Johnny Carson". Lascia lo show l'anno seguente per dissapori con gli altri membri del cast. Alla carriera televisiva affianca pian piano quella di attore comico, nella quale esplode nel 1983 con la riuscitissima commedia, in termini di pubblico e critica, National Lampoon's Vacation, storia delle comiche disavventure di una famiglia, i Griswold, in viaggio in automobile verso un popolare parco di divertimenti in California, dove trascorrere le vacanze estive.
Altri grandi successi arrivano nel 1985 con il personaggio di Fletch, un giornalista abile nei travestimenti (che riprenderà nel suo seguito del 1989), con Spie come noi, in coppia con Dan Aykroyd, e nel 1986 con I tre amigos!, nel quale recita con due vecchi amici di lunga data, Steve Martin e Martin Short. Sempre nel 1985 esce il secondo episodio riguardante la famiglia Griswold: Ma guarda un po' 'sti americani!, che genererà a sua volta altri due sequel, ovvero National Lampoon's Christmas Vacation - Un Natale esplosivo! (1989), esilarante rappresentazione delle tradizioni natalizie americane, Las Vegas - In vacanza al casinò, e uno spin-off, ovvero Come ti rovino le vacanze (2015). Nella seconda metà degli anni ottanta, Chevy Chase è fra gli attori più pagati.
Nel 1986 partecipa al video della canzone di Paul Simon You Can Call Me Al, in cui interpreta una sorta di alter ego del cantante. Negli anni novanta la popolarità di Chase va scemando. Alcuni flop cinematografici e televisivi, nonché alcune voci sulle sue simpatie socialiste dovute a un viaggio a Cuba, lo portano ai margini dello show business. Moltissime rimangono però le apparizioni e i cameo. Nel 2009 riconquista la popolarità con la partecipazione alla sitcom di successo Community e nella serie televisiva Chuck, e inoltre appare nel film Stay Cool.

## Vita privata
Chase ha sposato Susan Hewitt a New York il 23 febbraio 1973. La coppia ha divorziato il 1º febbraio 1976. Il suo secondo matrimonio, con Jacqueline Carlin, è stato formalizzato il 4 dicembre 1976 ed è terminato con un divorzio il 14 novembre 1980; la coppia non ha avuto figli. Chase ha sposato la sua terza moglie, Jayni Luke, a Pacific Palisades il 19 giugno 1982. Ha avuto tre figlie da Luke. La coppia risiede a Bedford, nello stato di New York.

## Filmografia

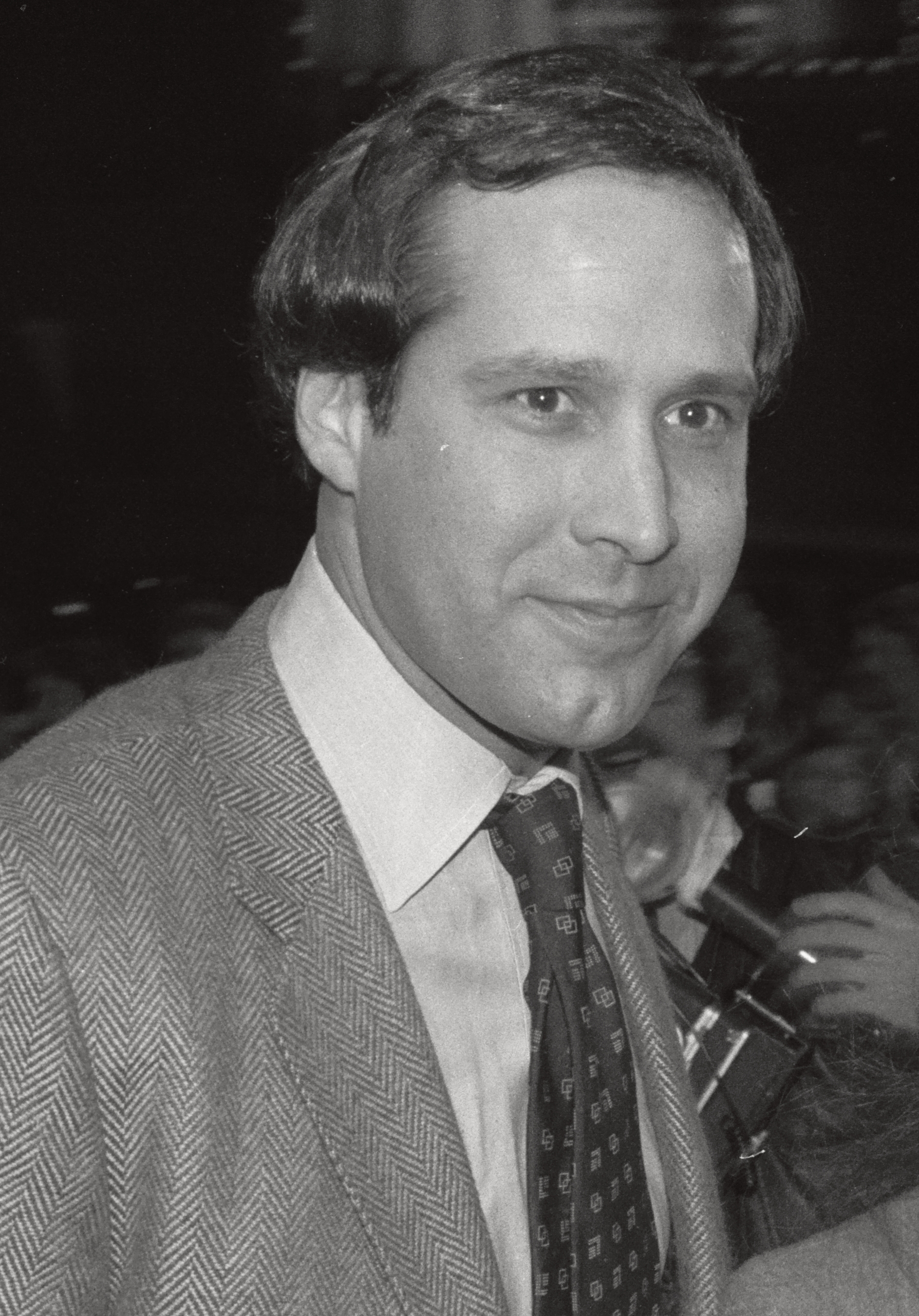
Chevy Chase alla prima di Bastano tre per fare una coppia (1980)

### Cinema
- Walk... Don't Walk, regia di Rich Allen - cortometraggio (1968)
- The Groove Tube, regia di Ken Shapiro (1974)
- Tunnel Vision (1976)
- Gioco sleale (Foul Play), regia di Colin Higgins (1978)
- Beniamino segugio celeste (Oh Heavenly Dog), regia di Joe Camp (1980)
- Palla da golf (Caddyshack), regia di Harold Ramis (1980)
- Bastano tre per fare una coppia (Seems Like Old Times), regia di Jay Sandrich (1980)
- Sotto l'arcobaleno (Under the Rainbow), regia di Steve Rash (1981)
- Gelosissimamente... tuo (Modern Problems), regia di Ken Shapiro (1981)
- National Lampoon's Vacation, regia di Harold Ramis (1983)
- L'affare del secolo (Deal of the Century), regia di William Friedkin (1983)
- Fletch - Un colpo da prima pagina (Fletch), regia di Michael Ritchie (1985)
- Ma guarda un po' 'sti americani! (European Vacation), regia di Amy Heckerling (1985)
- Spie come noi (Spies Like Us), regia di John Landis (1985)
- I tre amigos! (¡Three Amigos!), regia di John Landis (1986)
- Lo strizzacervelli (The Couch Trip), regia di Michael Ritchie (1988)
- L'allegra fattoria (Funny Farm), regia di George Roy Hill (1988)
- Due palle in buca (Caddyshack II), regia di Allan Arkush (1988)
- Fletch - Cronista d'assalto (Fletch Lives), regia di Michael Ritchie (1989)
- National Lampoon's Christmas Vacation - Un Natale esplosivo! (Christmas Vacation), regia di Jeremiah S. Chechik (1989)
- Pazzi a Beverly Hills (L.A. Story), regia di Mick Jackson (1991)
- Nient'altro che guai (Nothing But Trouble), regia di Dan Aykroyd (1991)
- Avventure di un uomo invisibile (Memoirs of an Invisible Man), regia di John Carpenter (1992)
- Eroe per caso (Hero), regia di Stephen Frears (1992)
- Last Action Hero - L'ultimo grande eroe (Last Action Hero), regia di John McTiernan (1993)
- Poliziotti a domicilio (Cops and Robbersons), regia di Michael Ritchie (1994)
- L'uomo di casa (Man of the House), regia di James Orr (1995)
- Las Vegas - In vacanza al casinò (Vegas Vacation), regia di Stephen Kessler (1997)
- Dirty Work - Agenzia lavori sporchi (Dirty Work), regia di Bob Saget (1998)
- Snow Day, regia di Chris Koch (2000)
- Orange County, regia di Jake Kasdan (2002)
- Vacuums, regia di Luke Cresswell, Steve McNicholas (2003)
- Mariti in affitto, regia di Ilaria Borrelli (2004)
- Ellie Parker, regia di Scott Coffey (2004)
- Goose! Un'oca in fuga (Goose on the Loose), regia di Nicholas Kendall (2006)
- Funny Money, regia di Leslie Greif (2006)
- Capitan Zoom - Accademia per supereroi (Zoom), regia di Peter Hewitt (2006)
- Stay Cool, regia di Michael Polish (2009)
- Un tuffo nel passato (Hot Tub Time Machine), regia di Steve Pink (2010)
- Shelby - Il cane che salvò il Natale (Shelby), regia di Brian K. Roberts (2014)
- Un tuffo nel passato 2 (Hot Tub Time Machine 2), regia di Steve Pink (2015)
- Come ti rovino le vacanze (Vacation), regia di John Francis Daley e Jonathan M. Goldstein (2015)
- Un'ultima risata (The Last Laugh), regia di Greg Pritikin (2019)

### Televisione
- The Chevy Chase Show - serie TV, 14 episodi (1993)
- La tata (The Nanny) - serie TV, episodio 5x06 (1997)
- Freedom: A History of Us - serie TV, 5 episodi (2003)
- Law & Order - I due volti della giustizia (Law & Order) - serie TV, episodio 17x07 (2006)
- Chuck - serie TV, 3 episodi (2009)
- Community - serie TV, 84 episodi (2009-2013)
- Hot in Cleveland - serie TV, episodio 5x13 (2014)

## Discografia

### Album
- 1980 - Chevy Chase

### Singoli
- 1980 - Short People
- 1980 - Three Cut Rebate From The New Fall Chevy

### Partecipazioni
- 1991 - AA.VV. Saturday Night Live. The Not Ready For Prime Time Players

## Doppiatori italiani
Nelle versioni in italiano dei suoi film, Chevy Chase è stato doppiato da:
- Michele Gammino in Fletch - Un colpo da prima pagina, Ma guarda un po' 'sti americani, Spie come noi, L'allegra fattoria, Due palle in buca, Avventure di un uomo invisibile, Eroe per caso, Dirty Work - Agenzia lavori sporchi, Capitan Zoom - Accademia per supereroi, Come ti rovino le vacanze, Un'ultima risata
- Dario Penne in Ellie Parker, Brothers & Sisters - Segreti di famiglia, Un tuffo nel passato, Shelby - Il cane che salvò il Natale, Un tuffo nel passato 2
- Sergio Di Giulio in Bastano tre per fare una coppia, National Lampoon's Vacation, Goose! Un'oca in fuga
- Paolo Buglioni in Palla da golf, L'affare del secolo
- Massimo Rinaldi in National Lampoon's Christmas Vacation - Un Natale esplosivo!, Nient'altro che guai
- Luca Biagini in Fletch - Cronista d'assalto, Law & Order - I due volti della giustizia
- Claudio Capone in Gioco sleale
- Michele Kalamera ne I tre amigos!
- Alessandro Rossi in Poliziotti a domicilio
- Oreste Rizzini in L'uomo di casa
- Giorgio Bonino in Las Vegas - Una vacanza al casinò
- Ambrogio Colombo in Snow Day
- Romano Malaspina in Orange County
- Massimo Lodolo in Mariti in affitto
- Paolo Marchese in Chuck
- Giovanni Petrucci in Stay Cool
- Antonello Governale in Community

Da doppiatore è sostituito da:
- Michele Gammino ne I Griffin